# Allianz Riviera
Grand Stade de Nice (Marele Stadion din Nice), cunoscut sub numele comercial Allianz Riviera, este un stadion multisportiv din Nice, Franța, construit în 2011-2013, cu o capacitate de la 35.000 până la 45.000 de locuri. Se află la 5 km nord de Aeroportul Nice Côte d'Azur.
Principalul beneficiar este clubul OGC Nice, care evoluează în Ligue 1. Stadionul a fost construit pentru a înlocui vechiul Stade du Ray, unde OGC Nice juca din anul 1927, și care nu mai respecta standardele Ligue de Football Professionnel. Găzduiește și meciuri din Top 14 de clubul de rugby RC Toulon. Include Muzeul Național de Sport din Franța, care a fost transferat de la Paris. 
Cepe patru tribunele sunt:
- Tribuna Garibaldi (tribuna est)
- Tribuna Ségurane (tribuna vest)
- Tribuna Ray (tribuna nord)
- Tribuna Populaire Sud (tribuna sud)

Stadionul a fost gazdă pentru Campionatul European de Fotbal 2016.

## Legături externe
- fr  en  Site-ul oficial
- en  Allianz Riviera pe stadiumguide.com